# فولكس فاجن
فولكس فاجن أو فولكس فاغن (بالألمانية: Volkswagen، تنطق: [fɔlks.vaːɡən]) شركة صناعية ألمانية كبرى، أسسها حزب العمال الألماني عام 1937، ومقرها فولفسبورغ، سكسونيا السفلى، في ألمانيا، وتتبع لمجموعة شركات فولكس فاجن. تنتج الشركة سيارات فولكس واغن إحدى السيارات الأكثر مبيعاً حيث وتمثل الآن ثاني أكبر منتج للسيارات في العالم، بعد تويوتا.
فولكس فاجن (بالألمانية: Volkswagen)، أي سيارة الشعب، من فولك Volk: شعب، فاجن Wagen: سيارة علامة سيارات ألمانية شهيرة. تم تطويرها أيام هتلر لتكون سيارة الشعب كما يتضح من اسمها باللغة الألمانية. وهي ثالث أكبر شركة سيارات في العالم بعد تويوتا وجنرال موتورز. وتمتلك ملكية الشركة المصنعة لأسرع سيارة في العالم (بوغاتي).

## تطور الشركة
ساهمت الشركة الأم في نشر ثقافة السيارات منذ الحرب العالمية الثانية إذ كانت سيارة الشعب الأولى وللعلم، إن فولكس فاغن اتخذت هذا الاسم على غرار التكاتف الشعبي، فسميت لهذا باسم (سيارة الشعب) وتصدرت إيرادات الشركة في محافل كثيرة وذلك لنمو أعمالها على مستوى العالم وكانت خارطة الشركة الأم تزيد في التوسع إذ وصلت سيارة (البيتل) الشهيرة للرقم 1,000,000 في فترة قياسية تعد هي الأقصر في تاريخ ألمانيا في السبعينات من القرن المنصرم. وبالرغم من النجاح الكبير الذي حققته الشركة لم تتوان عن التوسع والطموح الأكبر لغزو العالم بوصول هذه التحفة لكل منزل. توسعت شركة فولكس فاجن لتطال كبرى شركات تصنيع السيارات، فطالت يدها شركة (أودي) العريقة لتصل إلى شركة (لامبورغيني) الغنية عن التعريف وذلك إثر إفلاس الأخير بسبب التكلفة العالية في التصنيع ولم تتوانَ فولكس ڤاجن عن مد يد العون وشراء الحصة الأكبر من أسهم شركة السيارات الرياضية، فأغلب السيارات الألمانية تقع تحت مظلة فولكس فاجن ومن ابرزها شركة (بورشه) المصنع العريق للسيارات الرياضية.
إن الجزء الأول من الاسم "Volks" والذي يعني «شعب» لم يستخدم فقط مع السيارات، بل أيضاً مع كثير من منتجات ألمانيا النازية ومنها مذياع الشعب.
باعت شركة صناعة السيارات الألمانية «فولكس فاغن» أكثر من ثمانية ملايين سيارة عام 2011 على ما أعلن رئيسها مارتن فينتركورن، الأمر الذي يسمح لها بالاقتراب من المرتبة الأولى عالميا التي تسعى إليها. المجموعة التي تمتلك ماركات فولكس واغن وأودي وسيات وسكودا وبنتلي وبوغاتي ولامبورغيني وشاحنات «في دبليو» باعت 8,156 ملايين آلية عبر العالم العام الماضي على ما أفاد فينتركورن المشارك في معرض ديترويت الدولي للسيارات الذي افتتح يوم الاثنين بالشهر الأول لعام 2012 

## التاريخ

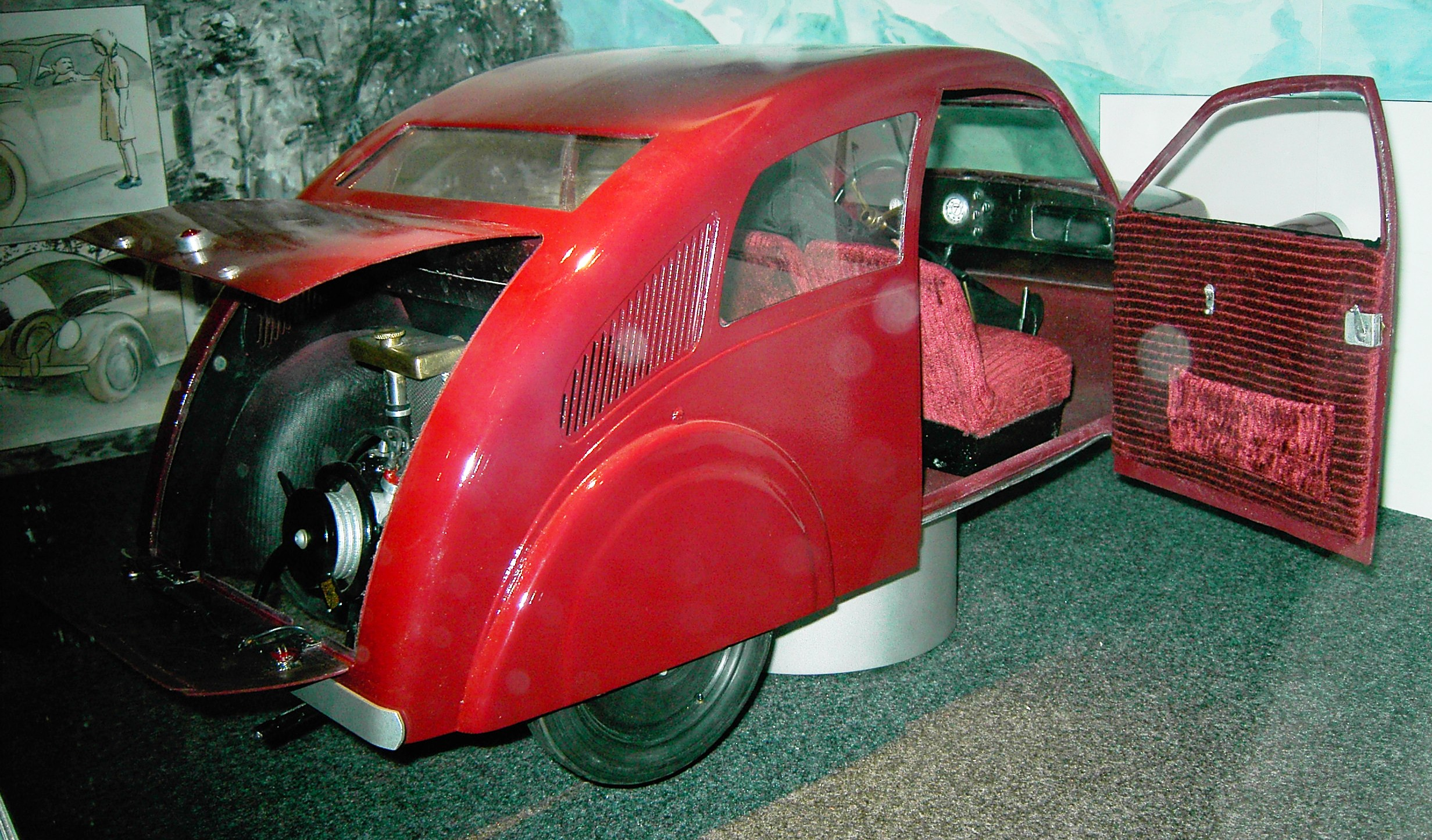
نموذج بورش من النوع 12 (Zündapp)، متحف الثقافة الصناعية، نورمبرج

تأسست فولكس فاجن عام 1937 من قبل جبهة العمل الألمانية (Deutsche Arbeitsfront) في برلين. أوائل ثلاثينات القرن الماضي، كانت السيارات ترفاً - فمعظم الألمان لم يكن بمقدورهم تحمّل تكلفة أكثر من دراجة نارية. ألماني واحد فقط من أصل 50 يمتلك سيارة. سعيًا وراء سوق جديدة محتملة، بدأ بعض صانعي السيارات مشاريع «سيارات الناس» المستقلة - مرسيدس 170H وBMW 3/15 وAdler AutoBahn وSteyr 55 وHanomag 1.3L وغيرها.
لم يكن هذا الاتجاه جديدًا، حيث يرجع الفضل إلى Béla Barényi في تصميمها الأساسي في منتصف عشرينات القرن الماضي. قام جوزيف غانز بتطوير سيارة Standard Superior (وصلت إلى حد الإعلان عنها مثل «فولكسفاغن الألمانية»). في ألمانيا، أنتجت شركة Hanomag السيارة 2/10 PS "Kommissbrot"، وهي سيارة صغيرة رخيصة بمحرك خلفي، من عام 1925 إلى عام 1928. أيضًا، في تشيكوسلوفاكيا، أصبحت سيارة Tatra T77 التي يقودها هانز ليدوينكا، وهي سيارة مشهورة جدًا بين النخبة الألمانية، أصغر حجمًا وبأسعار معقولة في كل مراجعة. كان فرديناند بورش، المصمم الشهير للسيارات الفاخرة وسيارات السباق، يحاول منذ سنوات جذب صانع مهتم بسيارة صغيرة مناسبة لعائلة. قام ببناء سيارة تسمى «فولكس أوتو» من الألف إلى الياء في عام 1933، مستخدماً العديد من الأفكار الشائعة والعديد من الأفكار الخاصة به، حيث قام بتجميع سيارة بمحرك خلفي مبرَّد بالهواء وقضيب التواء معلق وشكل «خنفساء» غطاء أمامي مستدير لتحسين الديناميكا الهوائية (ضروري لأنه يحتوي على محرك صغير).
عام 1934، بينما العديد من المشاريع المذكورة أعلاه ما زالت قيد التطوير أو في المراحل الأولى من الإنتاج، شارك أدولف هتلر، وأمر بإنتاج سيارة أساسية قادرة على نقل شخصين بالغين وثلاثة أطفال في سن 100 كيلومتر في الساعة (62 ميل/س). لقد أراد أن يتمكن جميع المواطنين الألمان من الوصول إلى السيارات. ستكون «السيارة الشعبية» متاحة لمواطني الرايخ الثالث من خلال خطة توفير بسعر 990 Reichsmarks (396 دولارًا أمريكيًا في 1938 دولارًا) - حول سعر دراجة نارية صغيرة (يبلغ متوسط الدخل حوالي 32 رينغيت ماليزي في الأسبوع).
سرعان ما أصبح واضحًا أن الصناعة الخاصة لا تستطيع تشغيل سيارة مقابل 990 رينغيت ماليزي فقط. وهكذا، اختار هتلر رعاية مصنع جديد بالكامل مملوك للدولة باستخدام تصميم فرديناند بورش (مع بعض قيود تصميم هتلر، بما في ذلك المحرك المبرَّد بالهواء حتى لا يتجمد أي شيء). كان القصد من ذلك أن يشتري الألمان العاديون السيارة عن طريق خطة التوفير (" Fünf Mark die Woche musst du sparen, willst du im eigenen Wagen fahren " - «خمس ماركات في الأسبوع يجب أن تنحيها جانباً إذا كنت تريد الركوب في سيارتك الخاصة»)، والتي دفعها حوالي 336000 شخص في النهاية. ومع ذلك، كان المشروع بأكمله غير سليم من الناحية المالية، وكان الحزب النازي هو الوحيد الذي جعل من الممكن توفير التمويل. 
نماذج أولية للسيارة تسمى "KdF-Wagen" (الألمانية: Kraft durch Freude – «القوة من خلال الفرح») ظهرت منذ عام 1938 فصاعدًا (تم إنتاج السيارات الأولى في شتوتغارت). كان للسيارة شكل دائري مميز ومحرك رباعي مسطح مبرد بالهواء ومثبت في الخلف. كانت سيارة VW مجرد واحدة من العديد من برامج KdF، والتي تضمنت أشياء مثل الجولات والنزهات. لم يتم تطبيق البادئة Volks— ("People") على السيارات فقط، ولكن أيضًا على المنتجات الأخرى في ألمانيا؛ جهاز استقبال الراديو «Volksempfänger» على سبيل المثال. في 28 مايو 1937، تم تأسيس شركة Gesellschaft zur Vorbereitung des Deutschen Volkswagens mbH («شركة لتحضير شركة فولكس فاجن الألمانية المحدودة»)، أو Gezuvor  باختصار، بواسطة Deutsche Arbeitsfront في برلين. بعد أكثر من عام، في 16 سبتمبر 1938، أعيدت تسميتها إلى Volkswagenwerk GmbH.

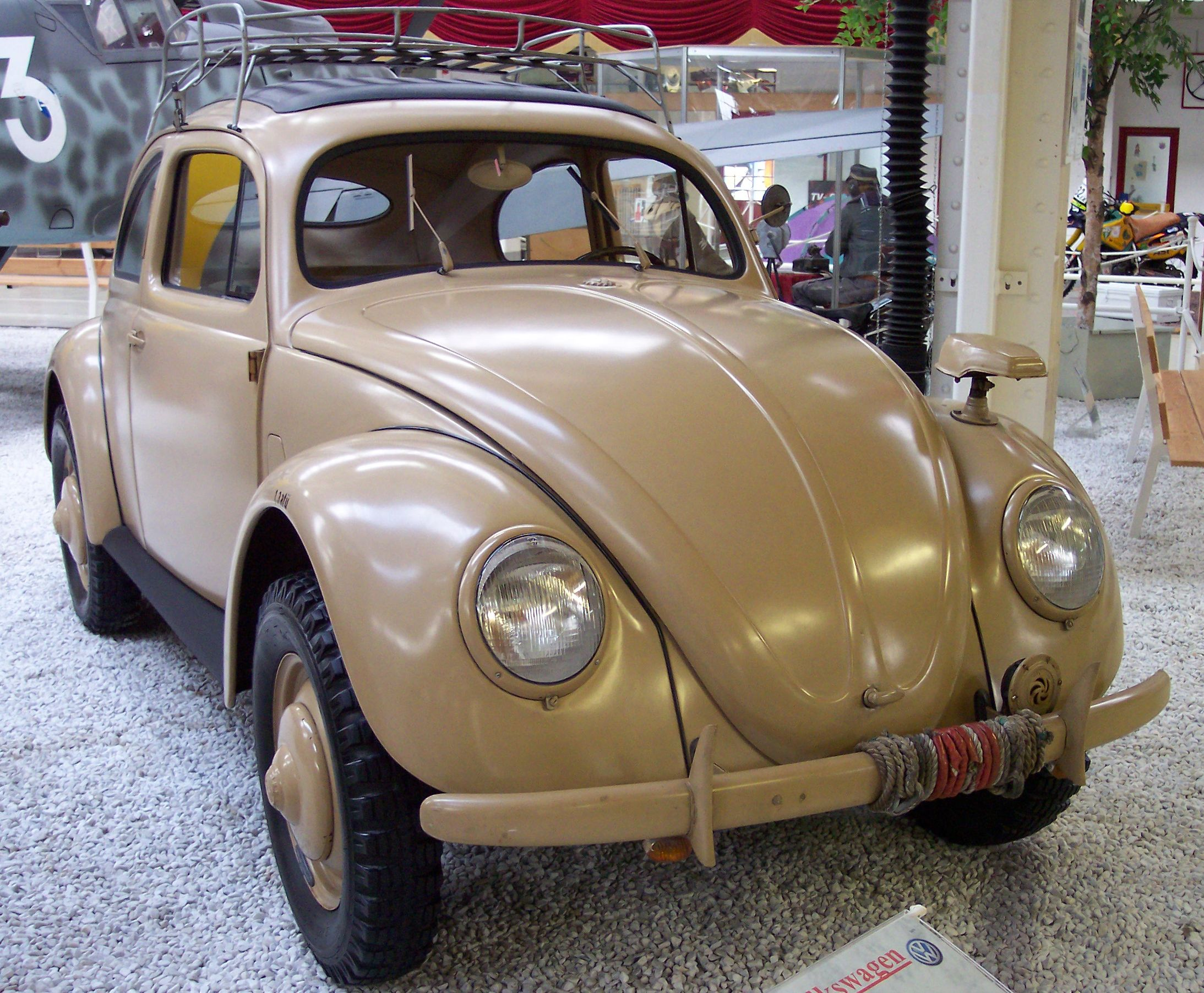
فولكس فاجن نوع 82E

قام إروين كوميندا، المصمم الرئيسي لشركة Auto Union منذ فترة طويلة، وهو جزء من فريق Ferdinand Porsche المختار بعناية،  بتطوير جسم السيارة من النموذج الأولي، والذي كان معروفًا باسم Beetle المعروفة اليوم. كانت واحدة من أولى السيارات المصممة بمساعدة نفق هوائي - وهي طريقة مستخدمة في تصميم الطائرات الألمانية منذ أوائل عشرينات القرن الماضي. خضعت تصميمات السيارات لاختبارات صارمة وحققت رقماً قياسياً في مليون ميل من الاختبارات قبل اعتبارها منتهية.
بدأ بناء المصنع الجديد في مايو 1938 في المدينة الجديدة "Stadt des KdF-Wagens" (فولفسبورج حاليًا)، والتي تم بناؤها خصيصًا لعمال المصنع. كان هذا المصنع قد أنتج عددًا قليلاً من السيارات في الوقت الذي بدأت فيه الحرب عام 1939. لم يتم تسليم أي منها فعليًا إلى أي حامل لدفاتر طوابع التوفير المكتملة، على الرغم من تقديم كابريوليه واحد من النوع 1 إلى هتلر في 20 أبريل 1944 (عيد ميلاده الخامس والخمسين).

## أهم موديلات فولكس فاجن الحالية
- فولكس فاجن EOS
- فولكس فاجن فوكس
- فولكس فاجن جولف
- فولكس فاجن سيجتار
- فولكس فاجن ماجوتان
- فولكس فاجن أب
- فولكس فاجن جيتا
- فولكس فاجن باسات
- فولكس فاجن باساتCC
- فولكس فاجن سانتانا
- فولكس فاجن فايتون
- فولكس فاجن شاران
- فولكس فاجن طوارق
- فولكس فاجن تيغوان
- فولكس فاجن نيو بيتلز
- فولكس فاجن بورا
- فولكس فاجن جى تى آى
- فولكس فاجن إكس رابيت
- فولكس فاجن جى إل آى
- فولكس فاجن ار32
- فولكس فاجن كروس فوكس
- فولكس فاجن فينتو
- فولكس فاجن بولو
- فولكس فاجن باراتى
- فولكس فاجن بوينتر
- فولكس فاجن توران
- فولكس فاجن كادي
- الخنفساء الجديدة
- فولكس فاجن شيروكو
- فولكس فاجن تي روك

## التصنيف العالمي
لفترة طويلة مضت كانت فولكس فاجن أكبر شركة للسيارات المصنعة مع حصة في السوق بلغت أكثر من 20 في المئة في جميع أنحاء العالم وتضم شركة فولكسفاغن 12علامة تجارية مختلفة وتفوقت الشركة في النصف الأول من عام2015 على تويوتا وجنرال موتورز من ناحية المبيعات حيث بلغت مبيعات فولكسفاغن 5،04مليون سيارة وتويوتا 5,02 مليون سيارة وجنرال موتورز4،80 مليون سيارة وتطمح الشركة إلى أن تكون على نحو دائم أكبر مصنع للسيارات في العالم بحلول العام 2018.

## فضيحة الانبعاثات
في سبتمبر 2015 أعلنت السلطات الأمريكية أن فولكس فاجن تلاعبت بالمعايير البيئية عن طريق برمجة بعض سياراتها التي تباع في الولايات المتحدة والتي تعمل بالديزل لتشغيل برنامج مراقبة الانبعاثات فقط عندما يتم عمل اختبار للسيارة. هذه الفضيحة تسببت في تقديم الرئيس التنفيذي للشركة مارتن فينتركورن استقالته، وذكر محللون أن هذه الفضيحة تعتبر تهديد لاقتصاد ألمانيا خاصة وأن الشركة توظف حوالي 600ألف شخص.

## رياضة السيارات
تعد سيارات الفولكس فاجن في مضمار السباق من ألد الأعداء حيث دخلت الشركة مضمار السباق مع أواخر الحرب العالمية الثانية ومن أبرز السيارات الحديثة التي تمت قيادتها في المضمار سيارت «بولو 7» المطورة بالعجلات ذات السبع بوصات ومن أشهر سائقيها المتسابق العالمي «منستر»

## داكار
- ربحت رالي داكار 2009 التي أقيمت في الأرجنتين وتشيلي.
- ربحت رالي داكار 2010 التي أقيمت في الأرجنتين وتشيلي.
- ربحت رالي داكار 2011 التي أقيمت في الأرجنتين وتشيلي.

### صور رياضة السيارات

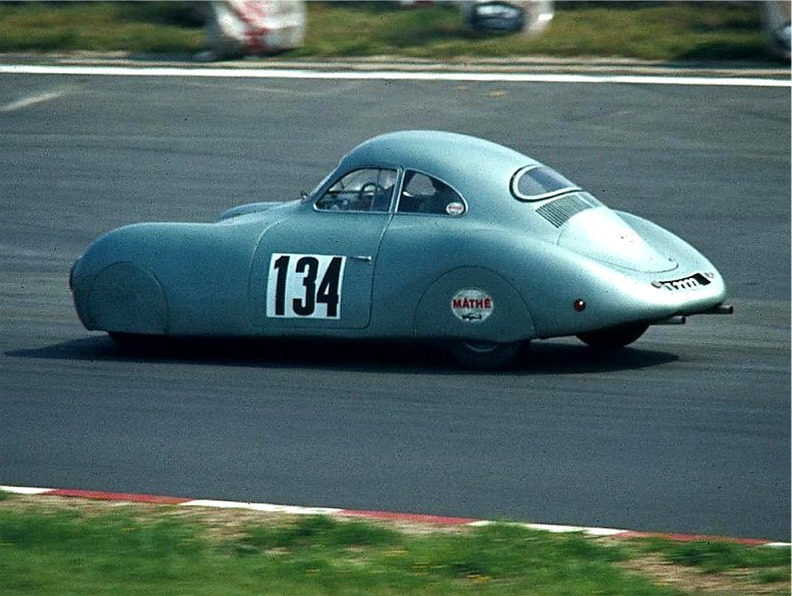
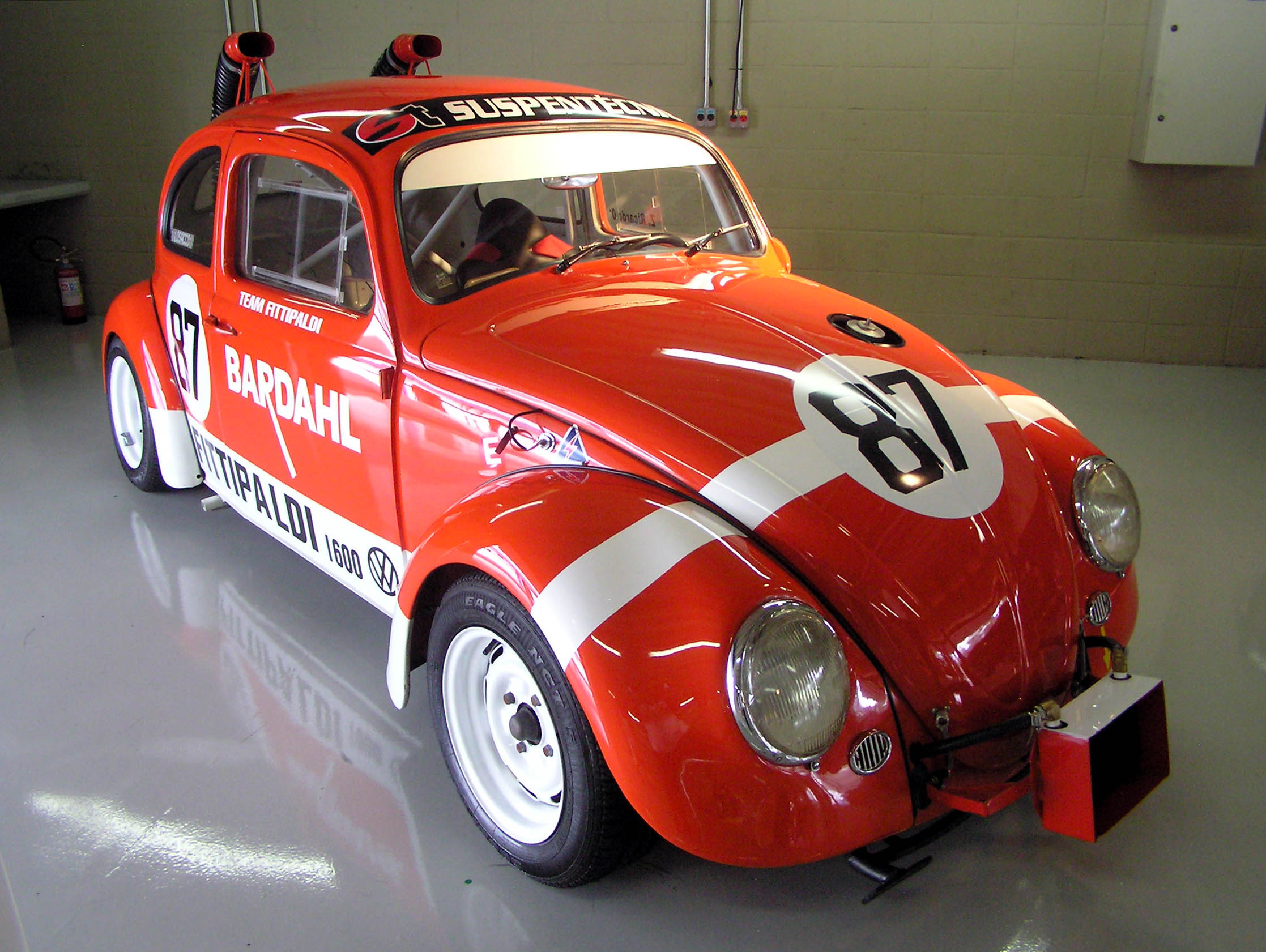
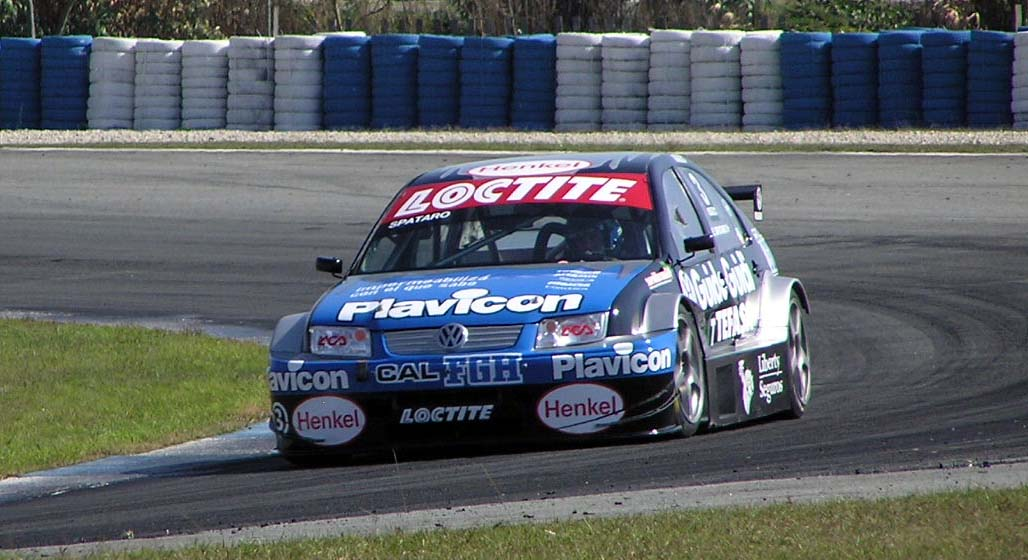
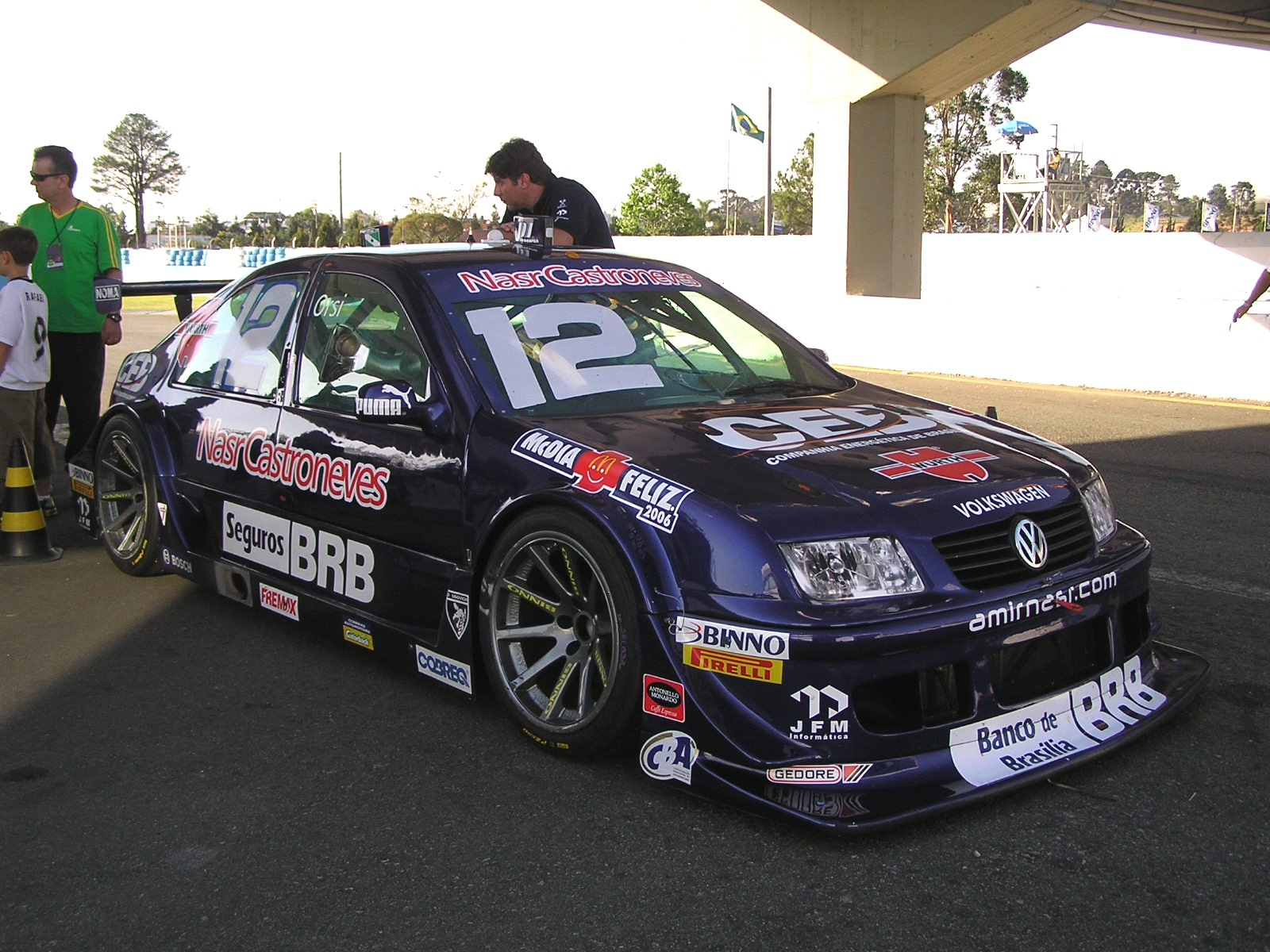
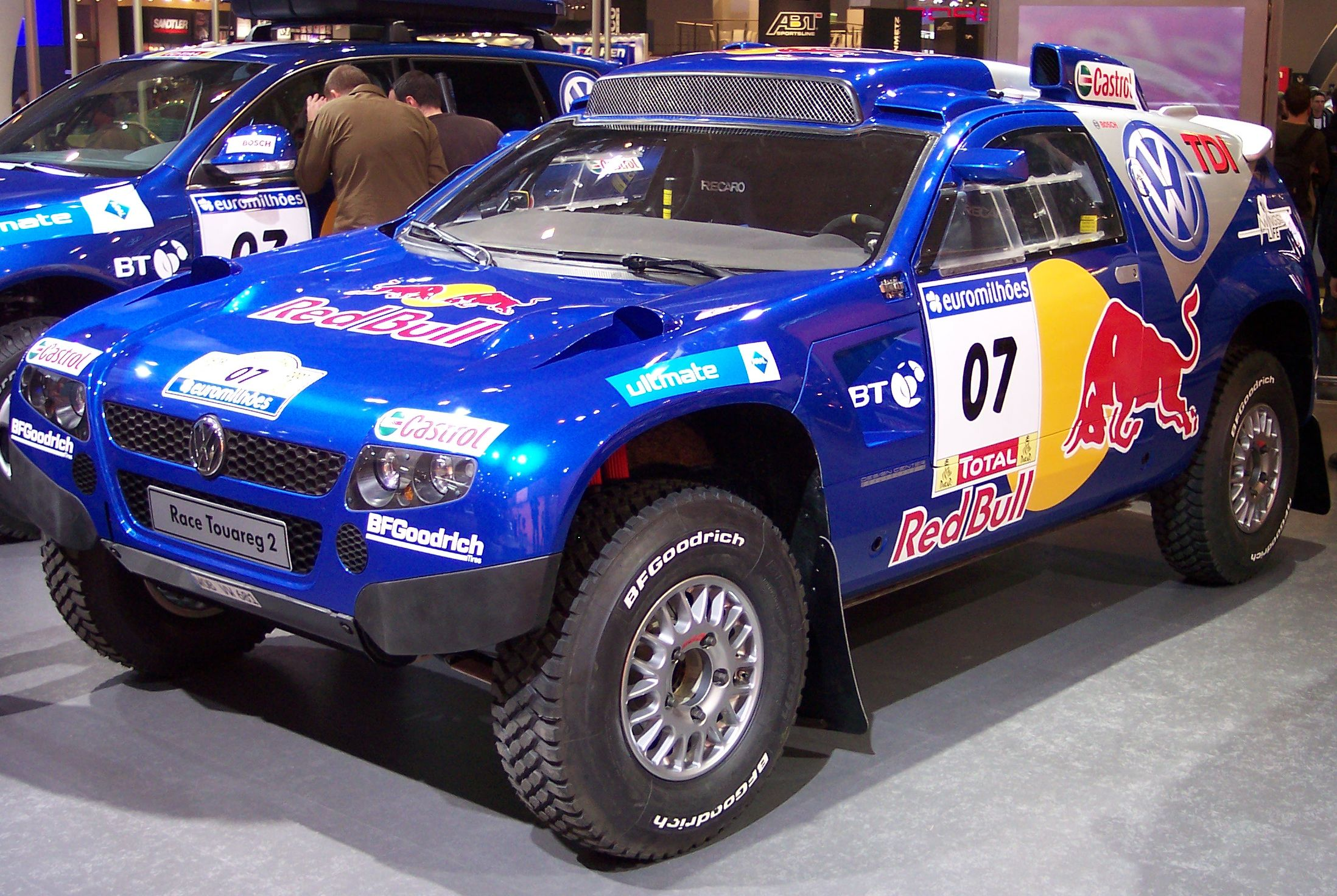
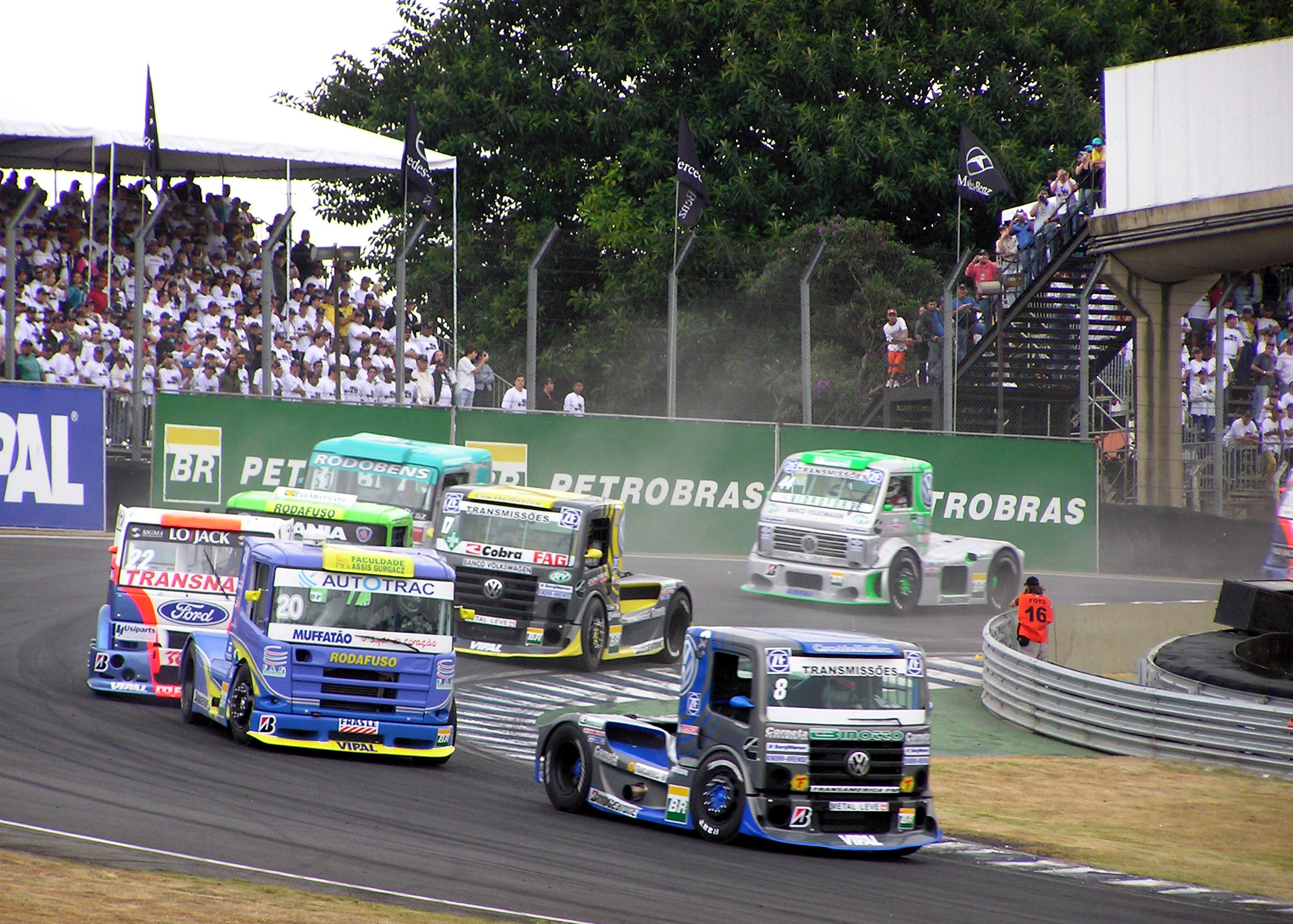

## صور لسيارات فولكس فاجن

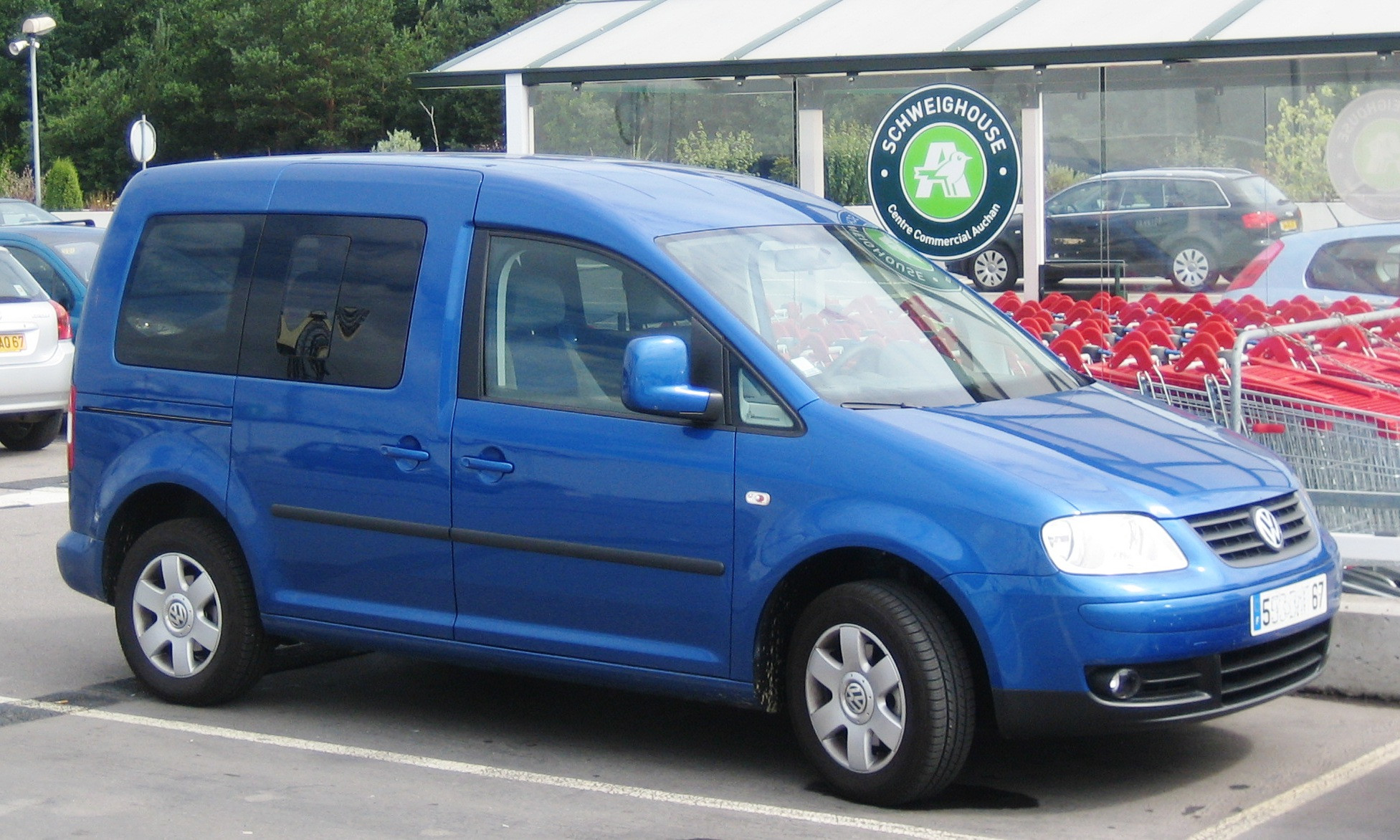
فولكس فاجن كادي
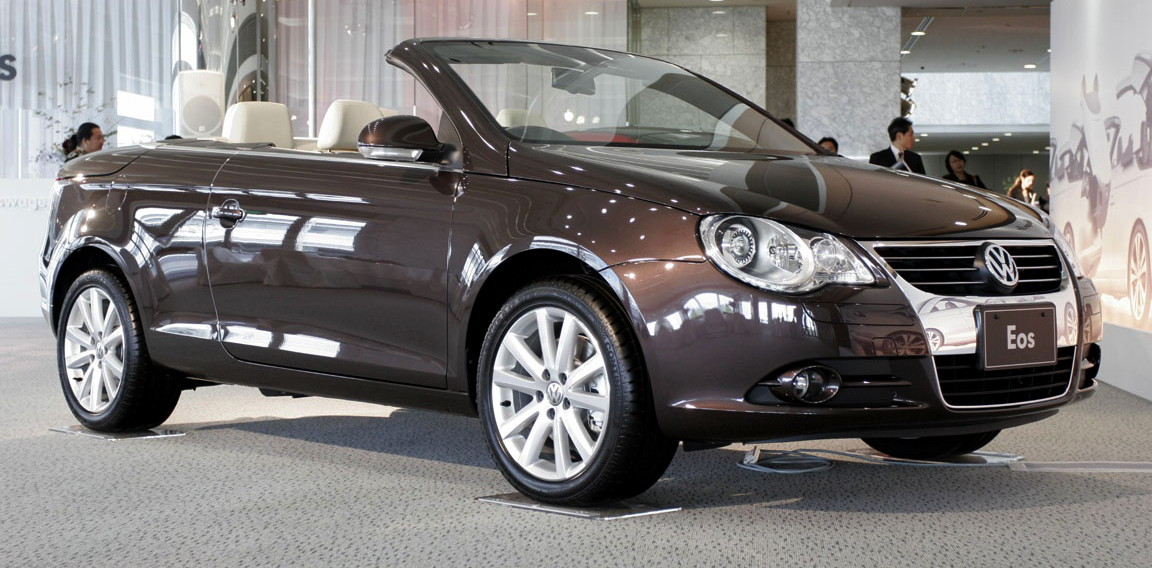
فولكس فاجن Eos
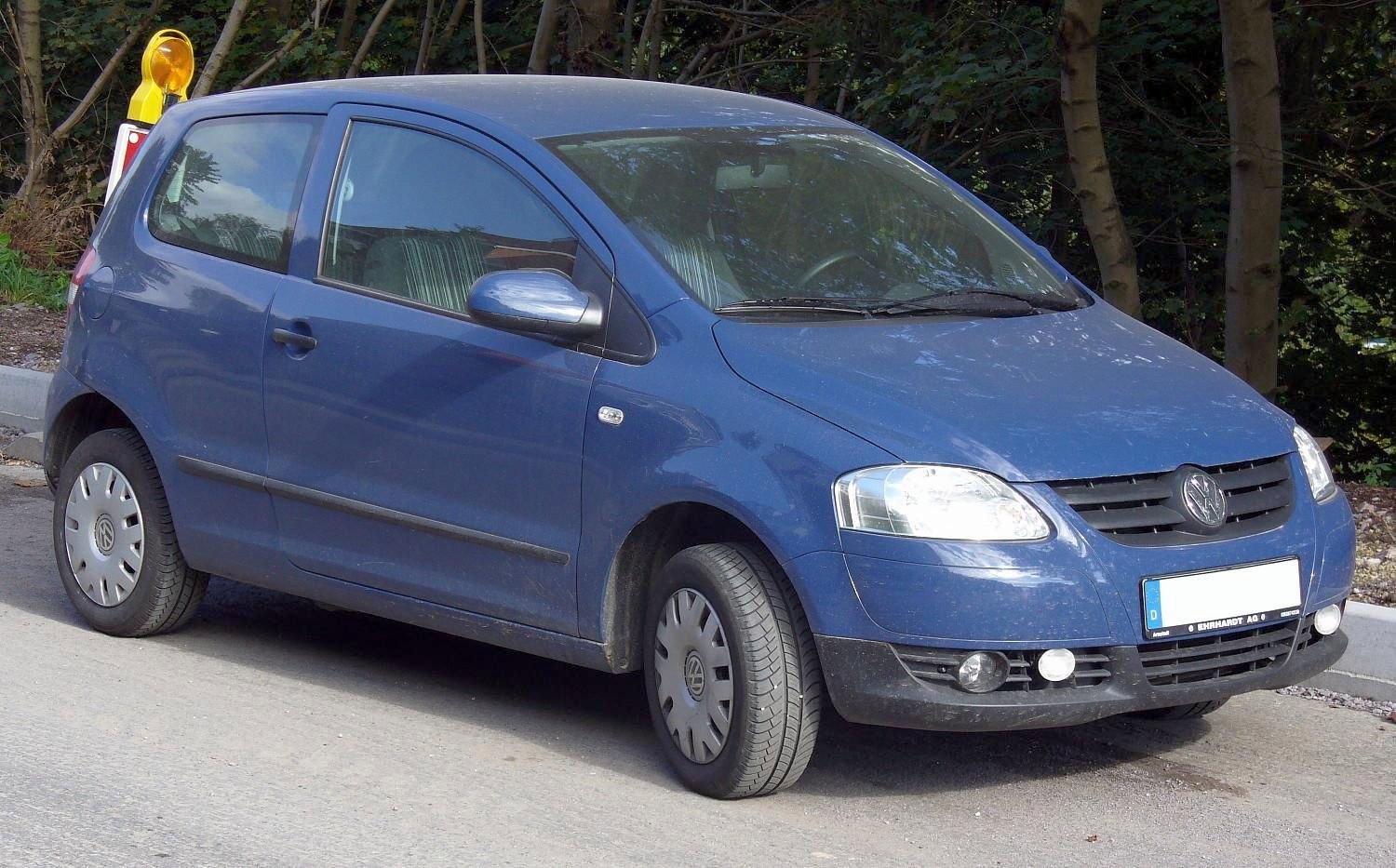
فولكس فاجن فوكس
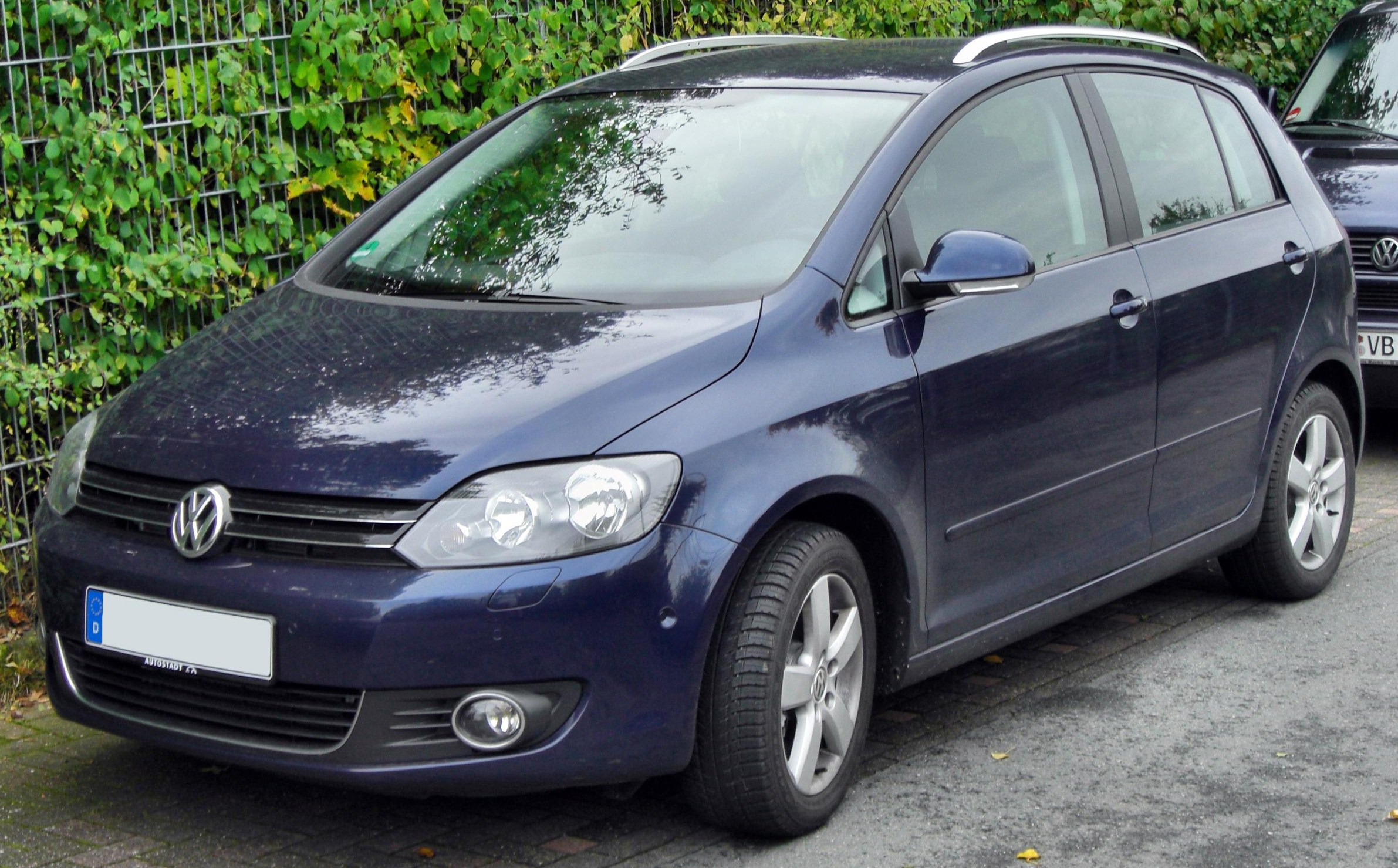
فولكس فاجن غولف بلوس
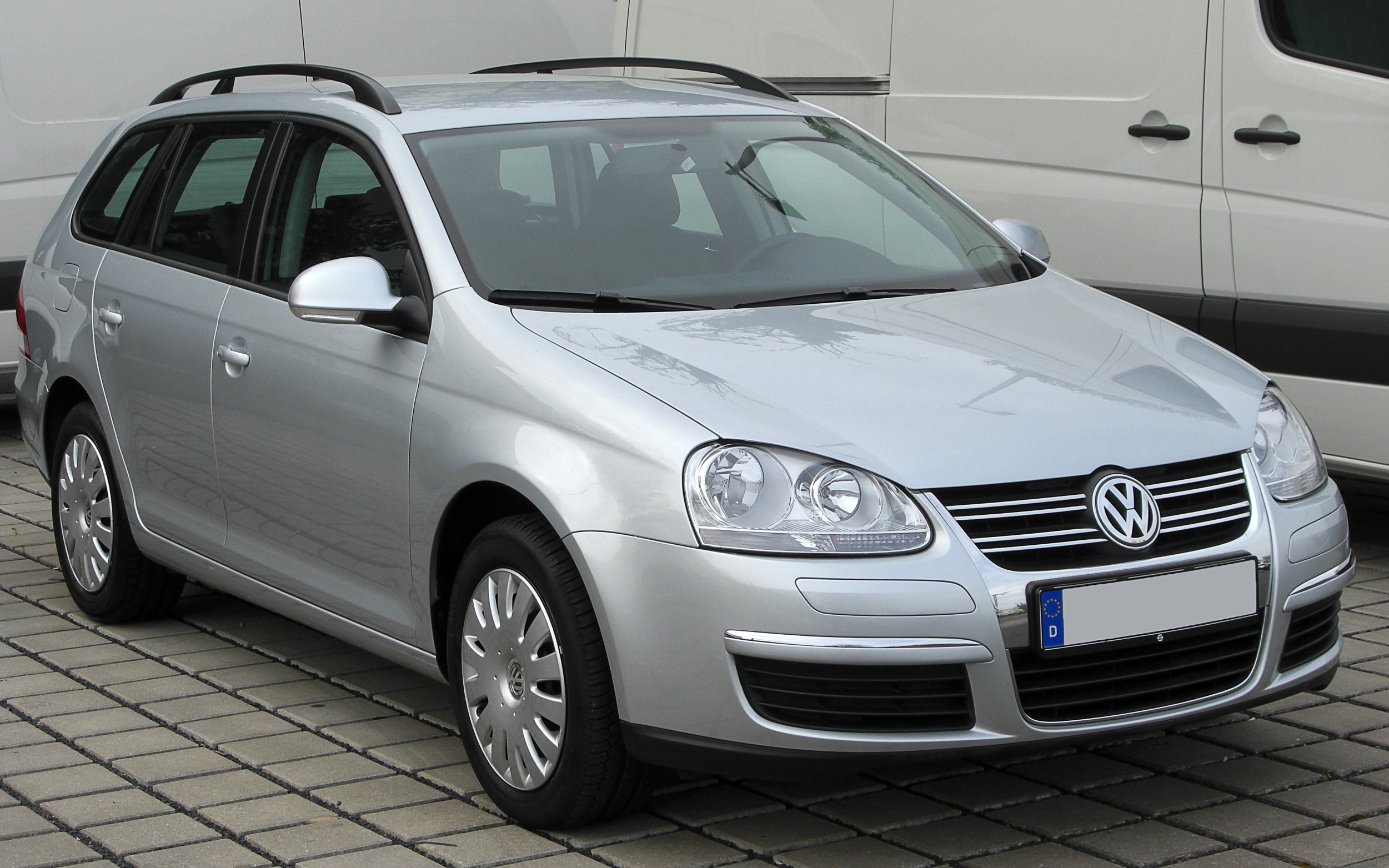
فولكس فاجن غولف فاريانت
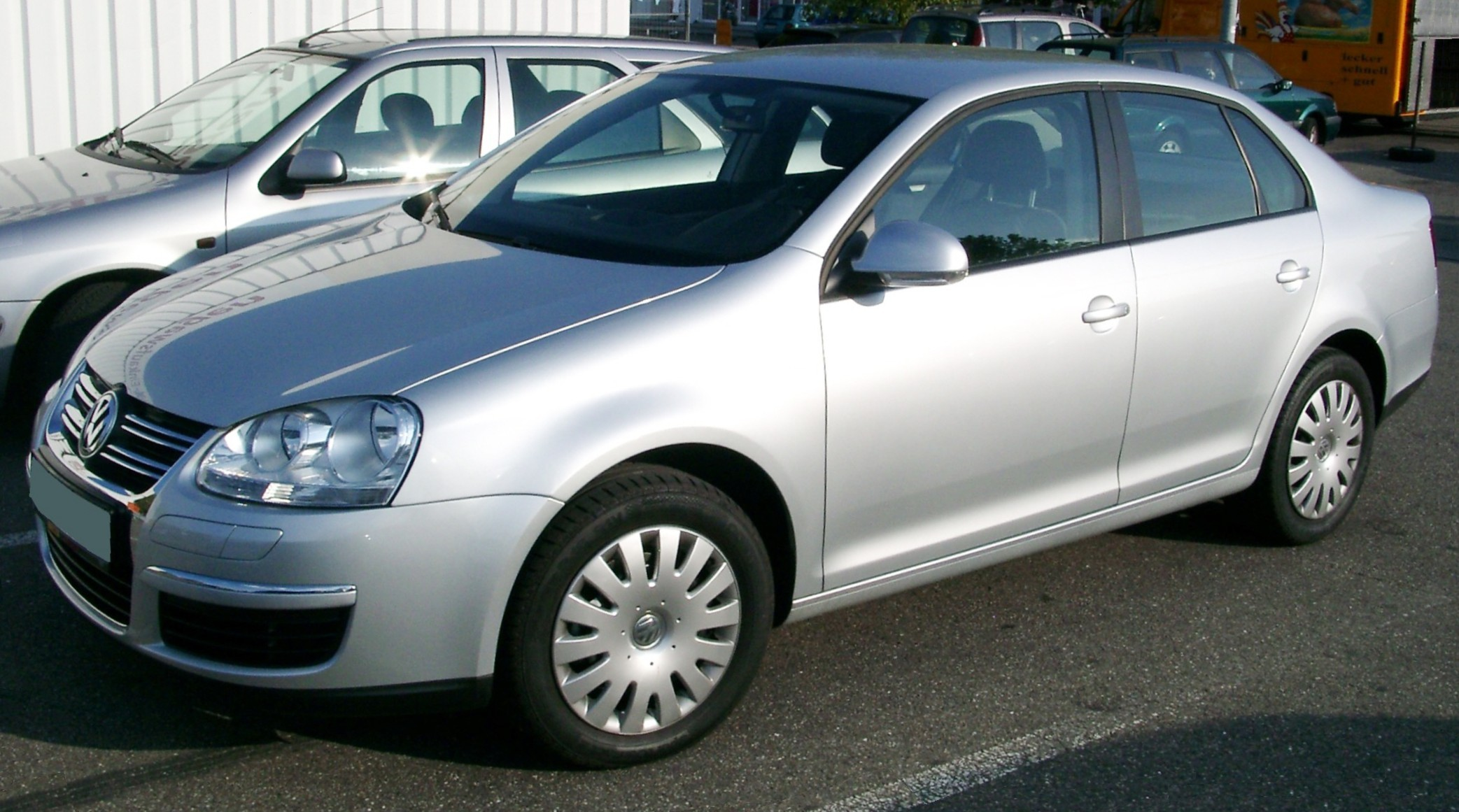
فولكس فاجن جيتا 5
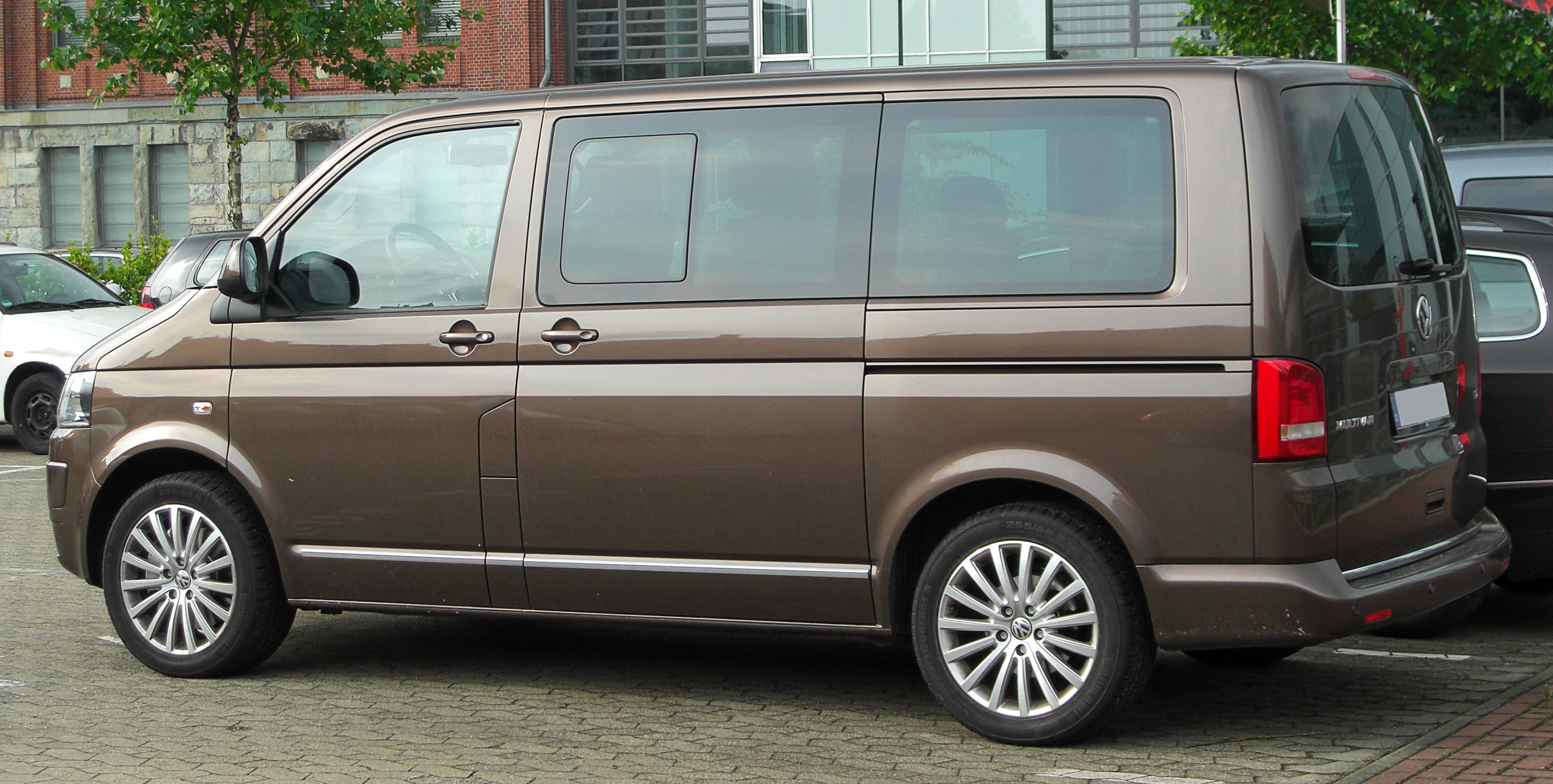
فولكس فاجن Transporter
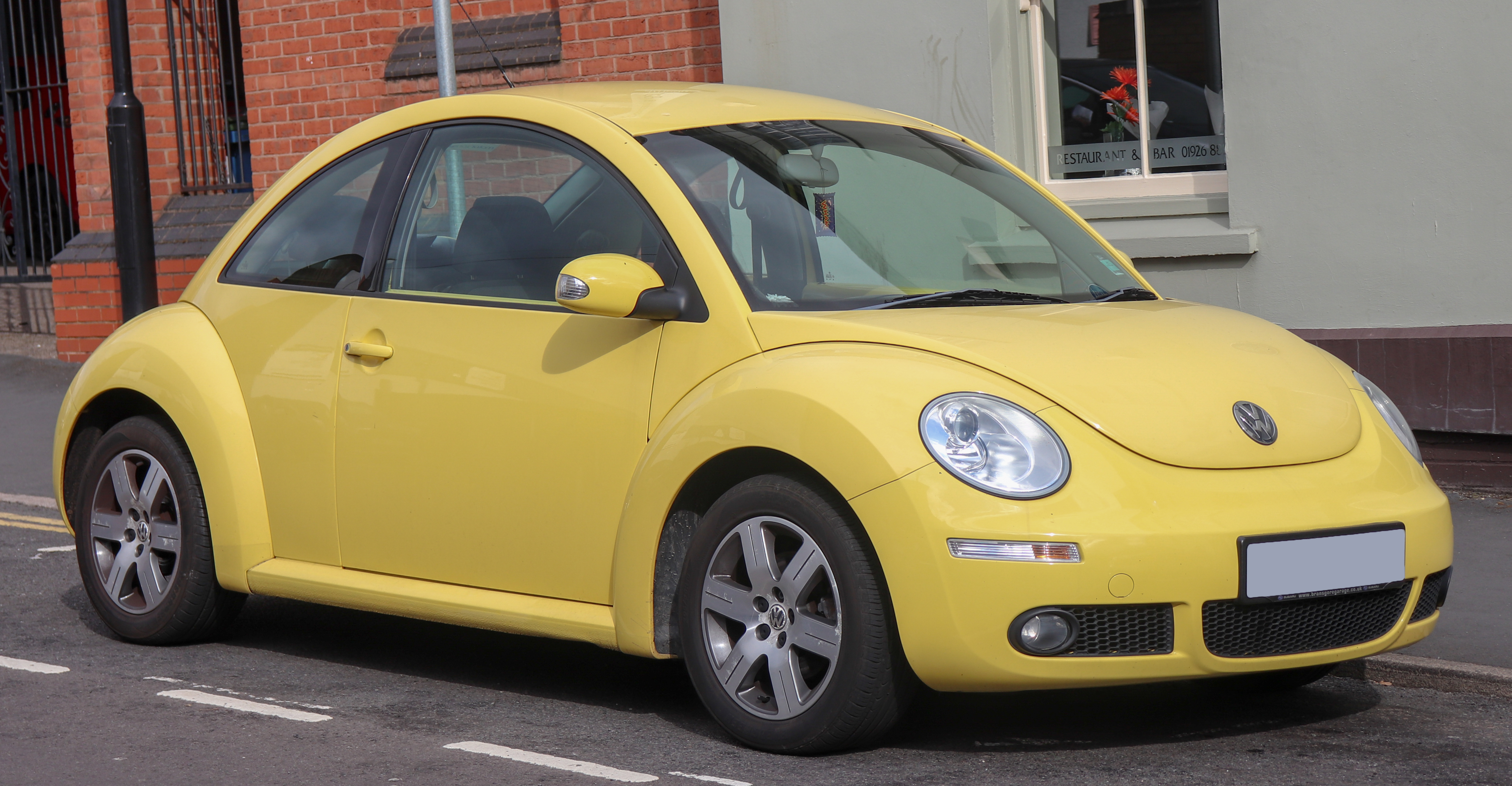
خنفساء
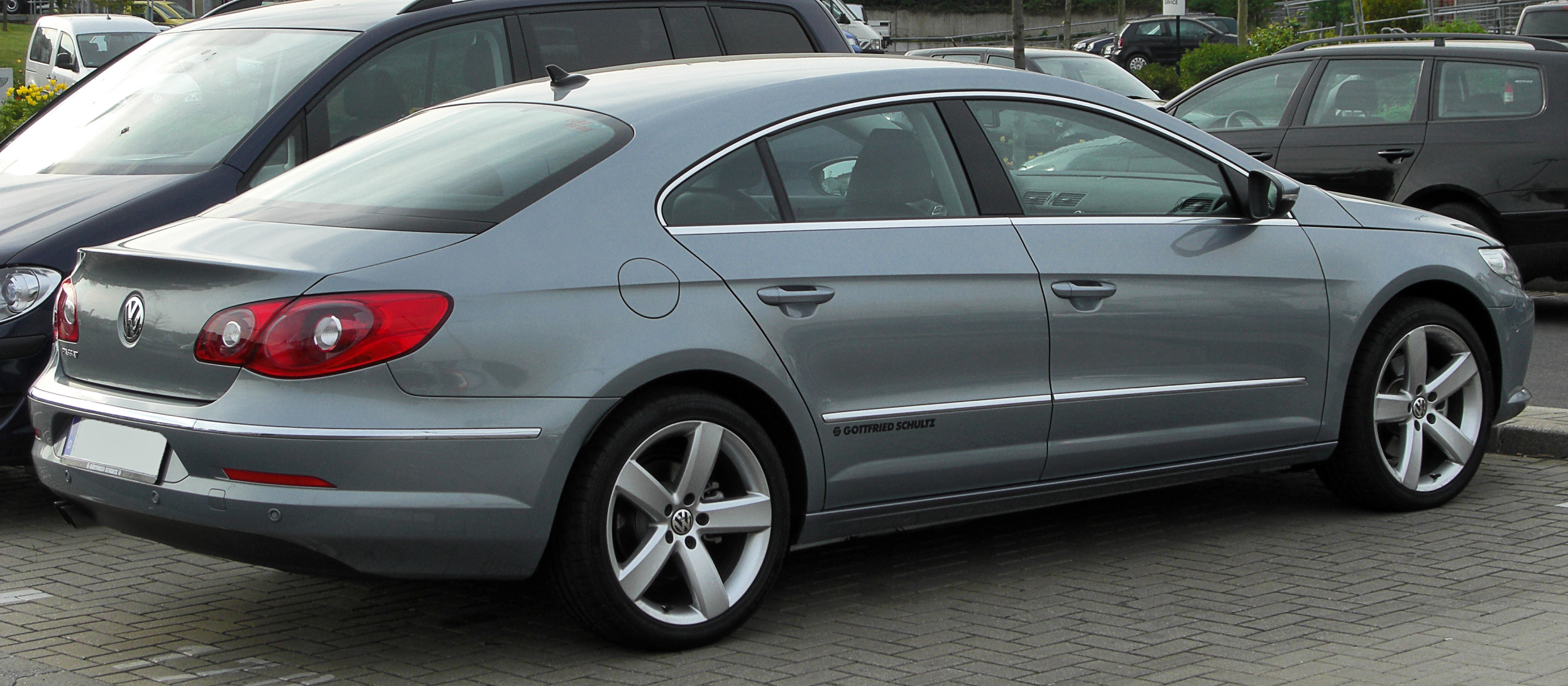
فولكس فاجن باسات
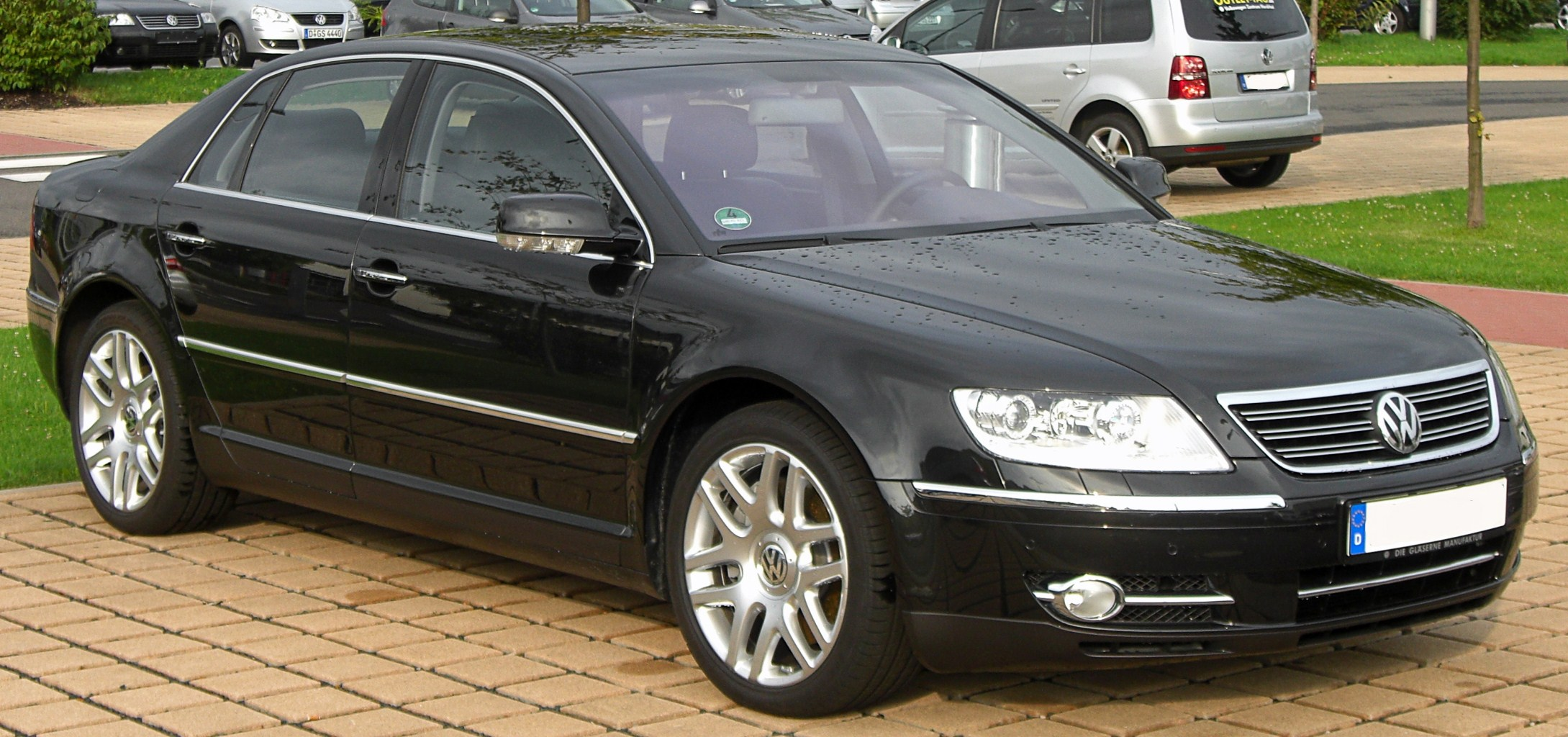
فولكس فاجن Phaeton
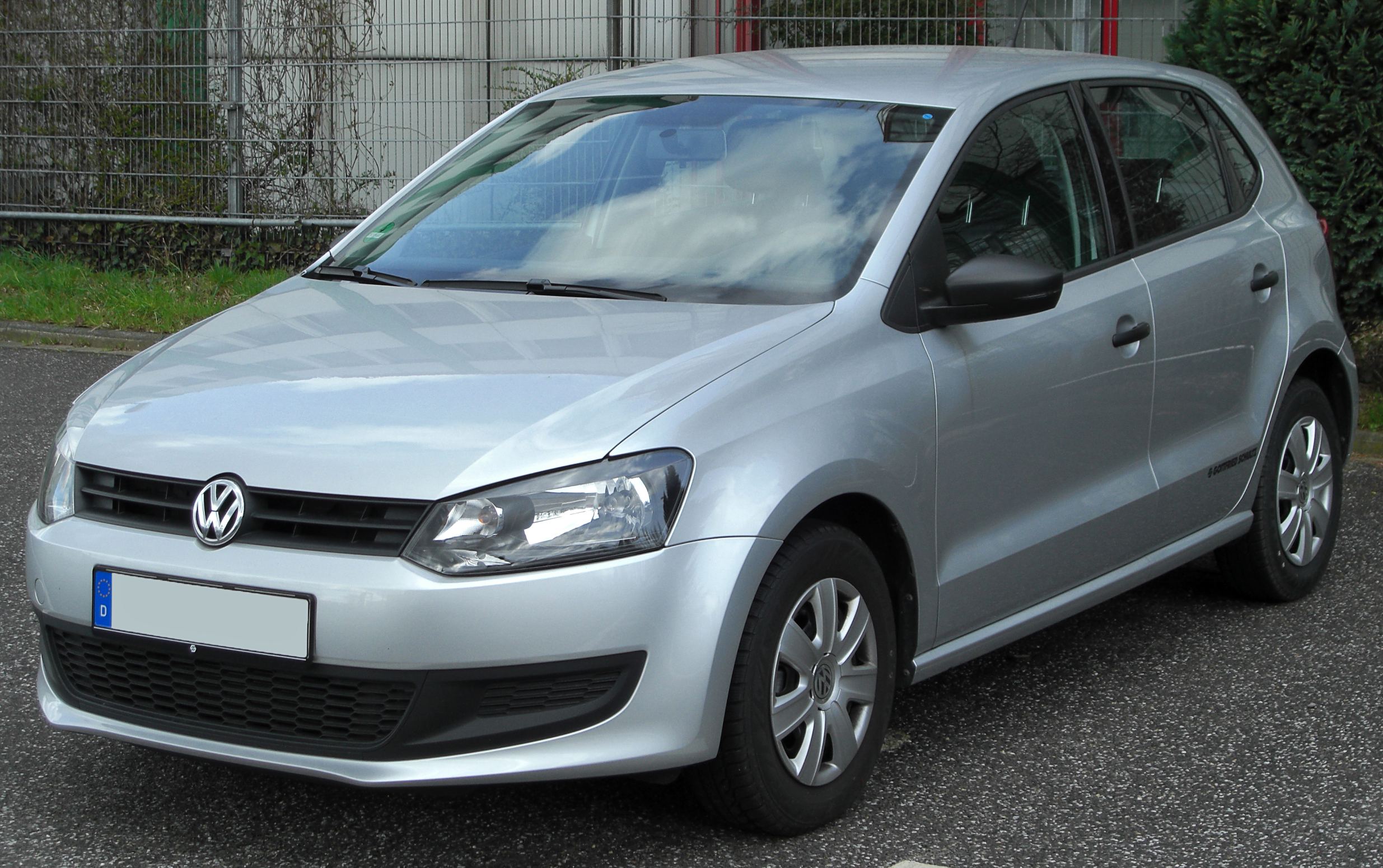
فولكس فاجن بولو
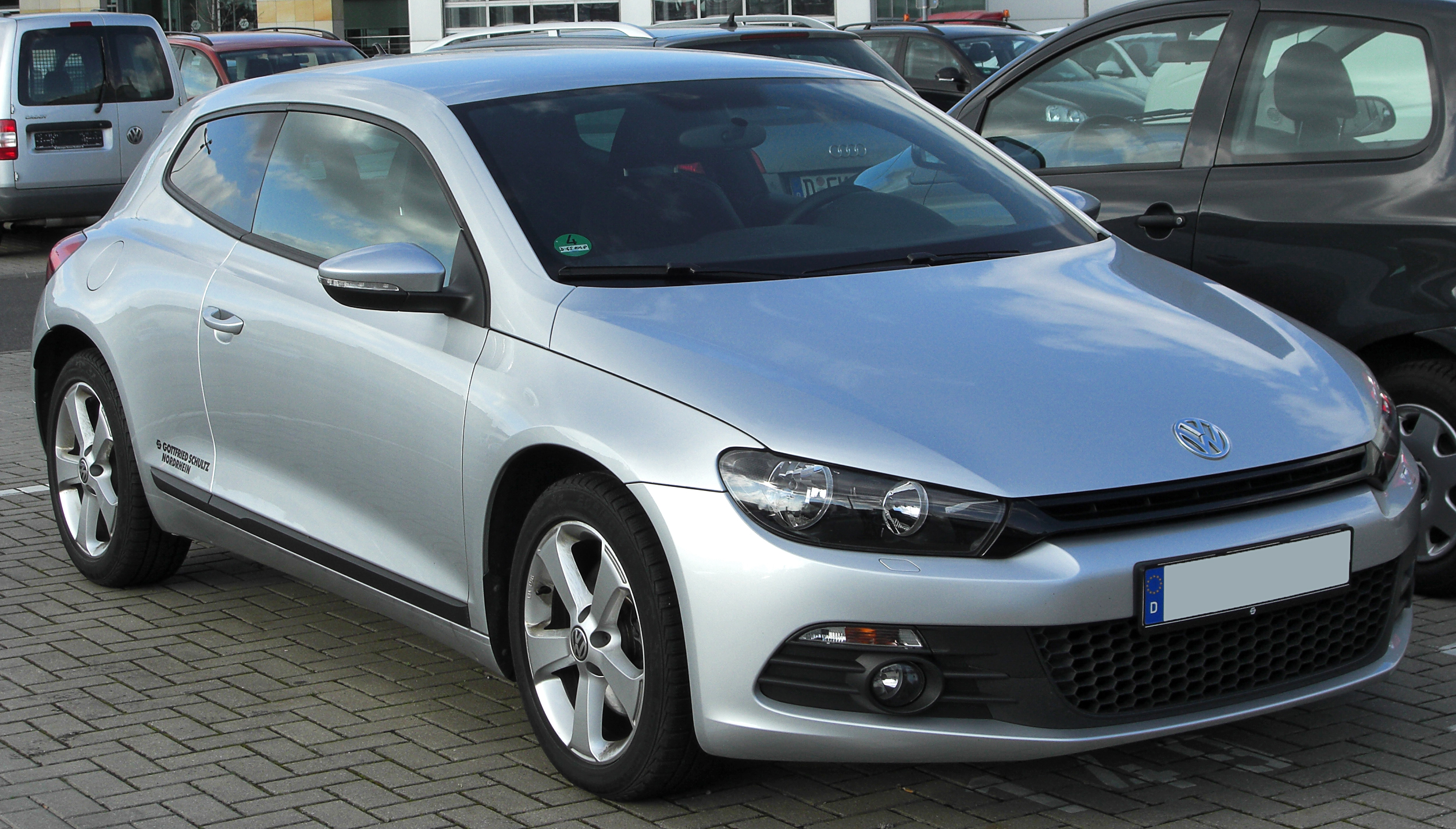
فولكس فاجن Scirocco
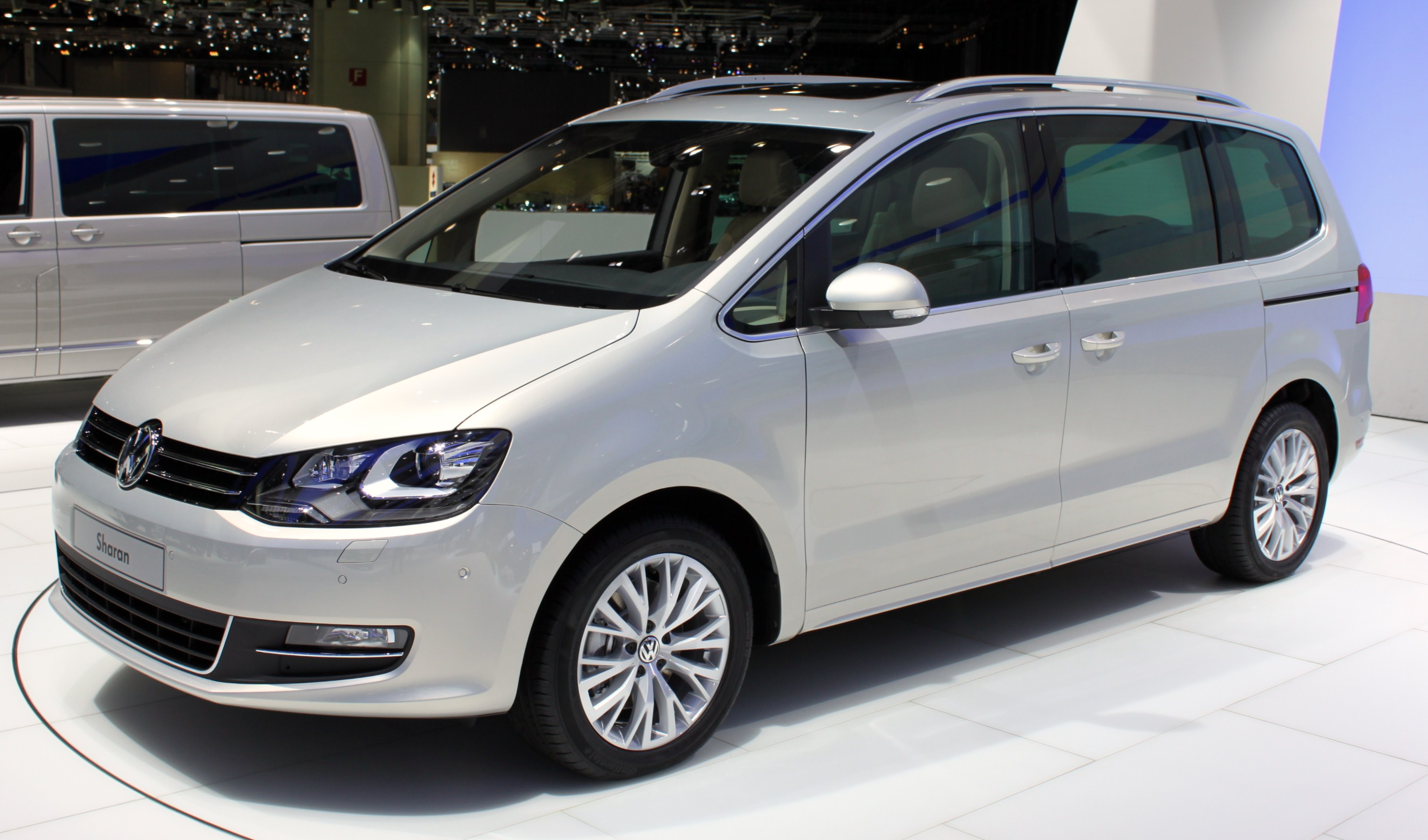
فولكس فاجن Sharan
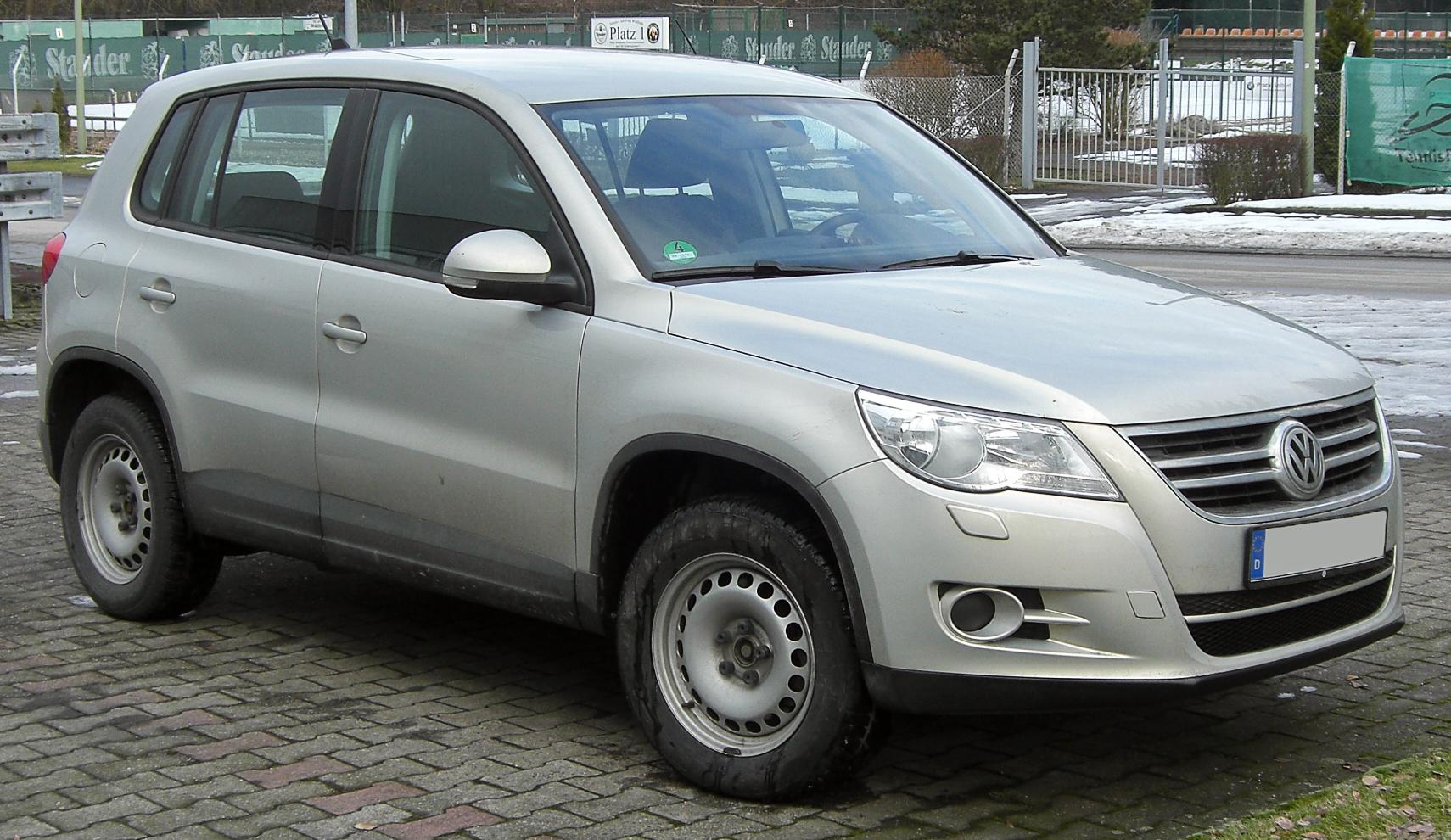
فولكس فاجن تيغوان
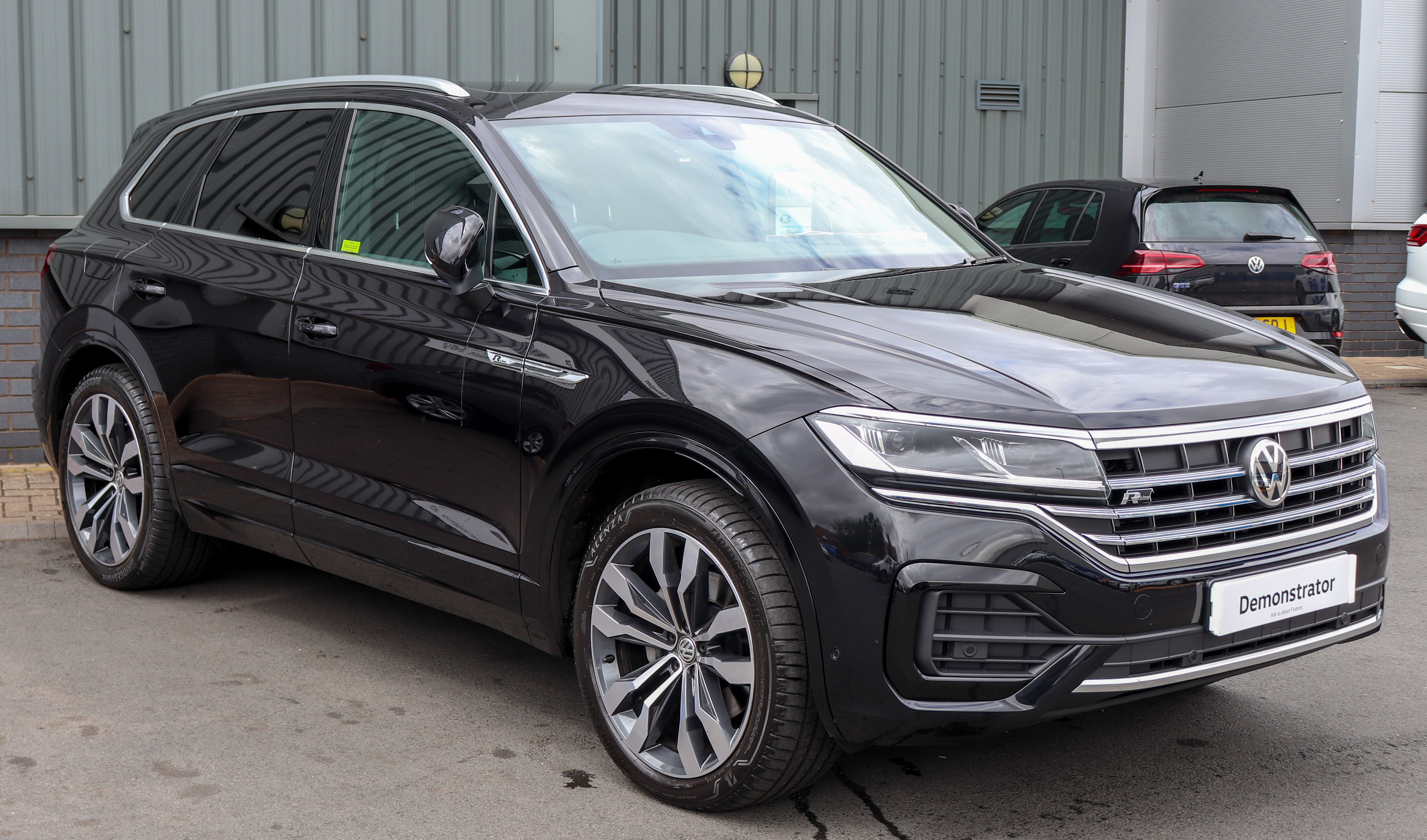
فولكس طوارق
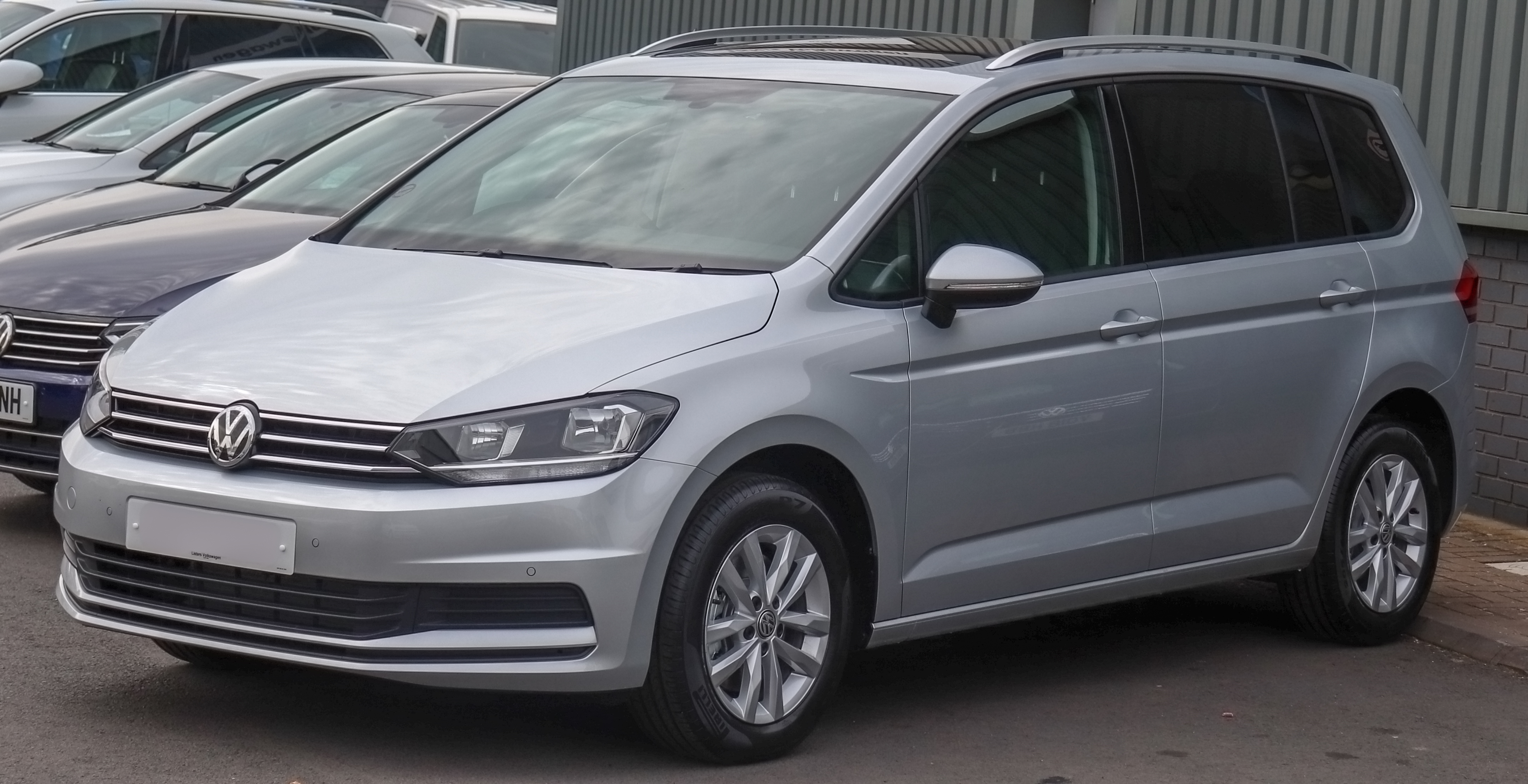
فولكس فاجن توران

## الجوائز

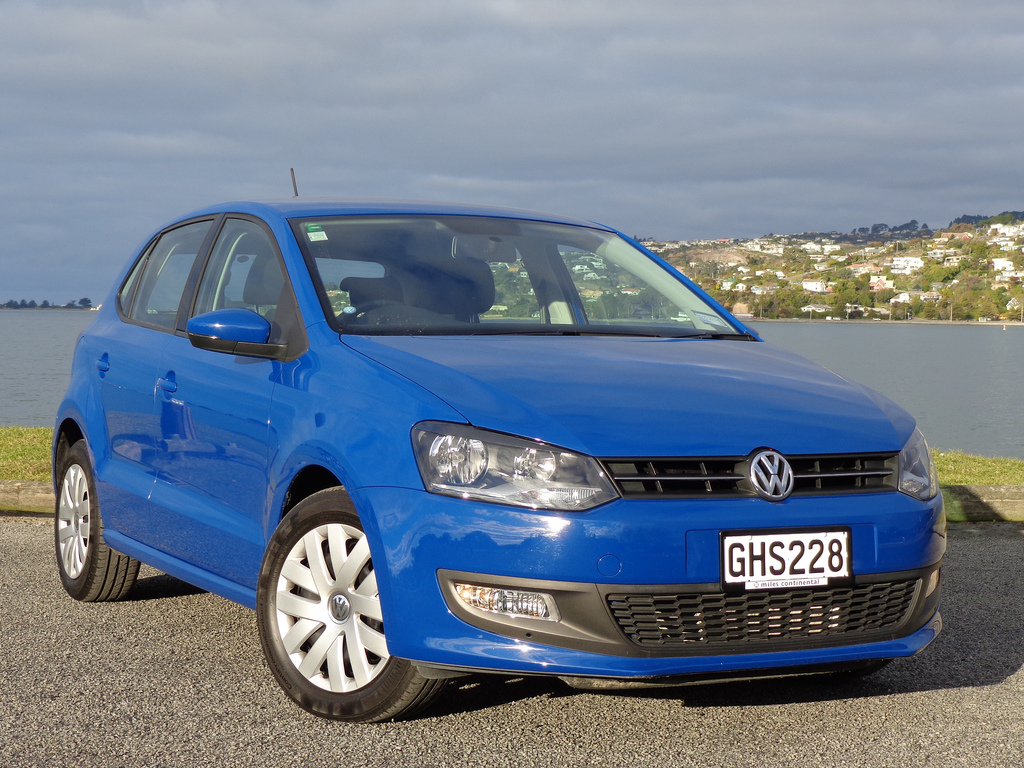
فولكس فاجن بولو في كرايستشيرش، نيوزيلندا. فازت فولكس فاجن بولو بجائزة سيارة العام 2010 في العالم

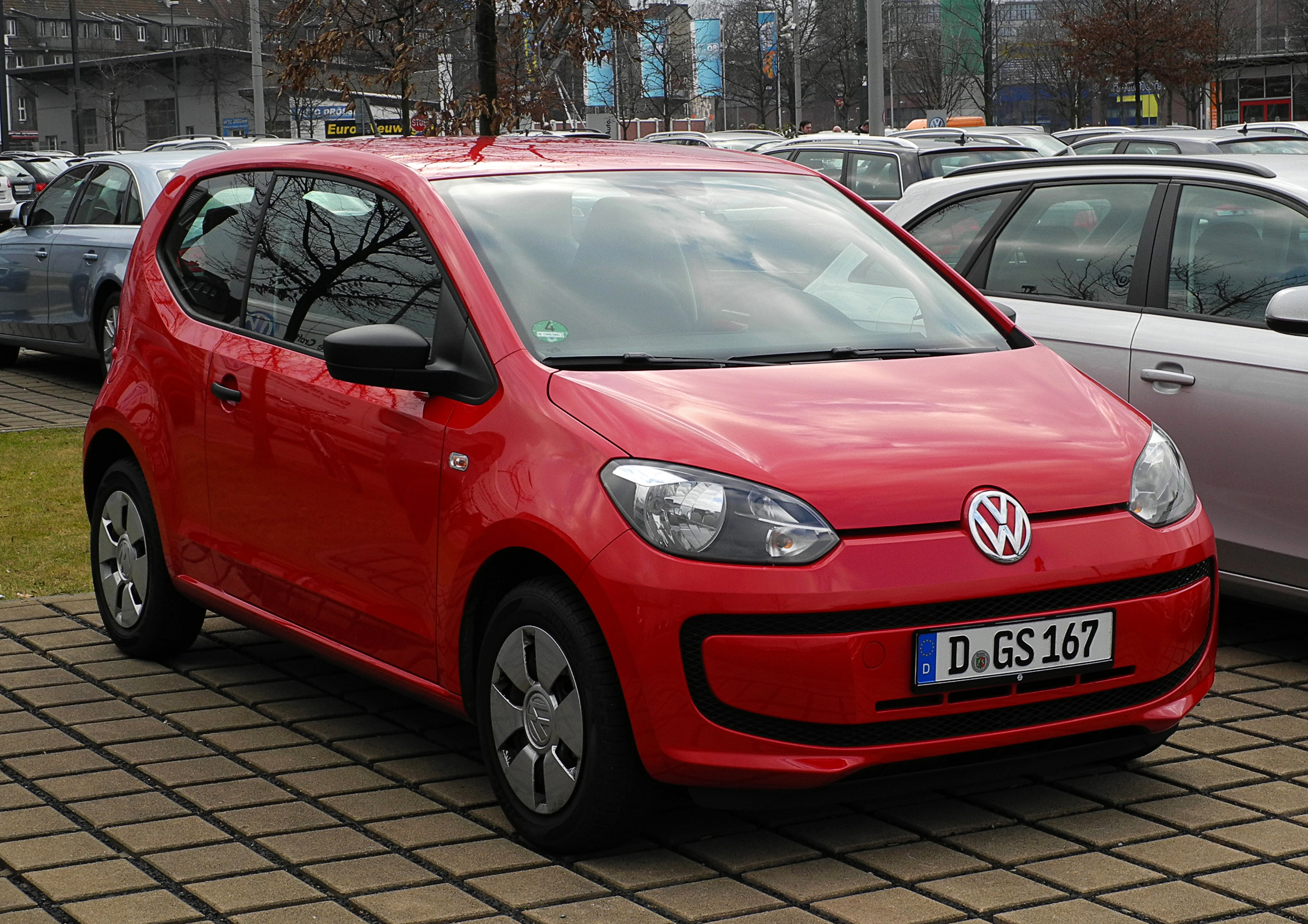
فولكس فاجن! فازت بجائزة سيارة العام 2012 في العالم

حازت فولكس فاجن على المرتبة الرابعة بين أكثر السيارات تأثيراً في القرن العشرين في مسابقة سيارة القرن لعام 1999، عن طراز فولكس فاجن من النوع الأول "بيتل". وتأخرت فقط في طراز Ford Model T و BMC Mini وCitroën DS.
أنتجت فولكس فاجن أربعة فائزين بجائزة سيارة العام الأوروبية البالغة من العمر 50 عامًا.
أنتجت فولكس فاجن خمسة فائزين بجائزة الولايات المتحدة موتور تريند لسيارة العام - التسمية الأصلية لسيارة العام، والتي بدأت عام 1949.

## للقراءة المعمقة
- وليام شيرر، صعود وسقوط الرايخ الثالث (إصدار الذكرى الخمسين) (نيويورك: سايمون اند شوستر، 1990)
- أندريا هيوت، التفكير الصغير (نيويورك: كتب بالانتين، 2012)

## انظر أيضّاً
- ترومف (شركة)

## وصلات خارجية
- الموقع الرسمي
 (بالإنجليزية)
- الموقع الرسمي (بالألمانية)

- الموقع الرسمي (بالفرنسية)